# Remember Me – Lebe den Augenblick
Remember Me ist ein US-amerikanisches Filmdrama mit romantischen Elementen aus dem Jahr 2010. Regie führte Allen Coulter, die Hauptrolle spielt Robert Pattinson.

## Handlung
Der Film beginnt mit einem Rückblick auf das Jahr 1991: Die Mutter von Ally Craig wird in einer New Yorker U-Bahn-Station im Beisein ihrer 11-jährigen Tochter ausgeraubt und erschossen. Der Polizist, der dann am Tatort erscheint, ist Allys Vater Neil Craig. 10 Jahre später wird Craig zu einer Straßenschlägerei gerufen. Tyler hatte einen Angriff beobachtet, war dazwischengegangen und prügelte unablässig auf einen Angreifer ein, sodass er zurückgehalten werden musste. Die hinzukommende Polizei behandelt alle Anwesenden als tatverdächtig und fasst auch Tyler grob an. Tyler kritisiert Craigs Vorgehen während der polizeilichen Vernehmung und beschimpft ihn als unfähigen Polizisten, der seinen Job nicht richtig mache, da er die Unschuldigen ebenfalls festnehme. Daraufhin wird er vorübergehend festgenommen, kommt aber auf Intervention seines vermögenden und einflussreichen Vaters Charles schnell frei.
Später erkennt Tylers Mitbewohner Aidan in Ally die Tochter des Polizisten, den Tyler provoziert hat. Als Revanche für die als unfair empfundene Behandlung schlägt er Tyler vor, mit Ally Kontakt aufzunehmen. Sie will ihn zuerst abwimmeln, willigt dann aber doch in ein Treffen ein. In der Kennenlernphase sieht sie Fotos von Tylers Bruder Michael und erfährt, dass dieser sich vor einigen Jahren das Leben genommen hat. Nach einer Party mit zu viel Alkohol ist Ally außerstande, nach Hause zu fahren und kann auch ihren von Sorge panischen Vater nicht anrufen. Nach dem darauffolgenden Streit verlässt Ally die väterliche Wohnung und zieht bei
Tyler ein. Es entwickelt sich eine ernsthafte Liebesbeziehung zwischen den beiden.
Durch Informationen seiner Kollegen bekommt Allys Vater Tylers Adresse und dringt in dessen Wohnung ein. Dort kommt es zu einem erbitterten Kampf zwischen Tyler und dem Polizisten, der ihn wiedererkennt und auch von Tylers Racheplänen beim Ansprechen seiner Tochter weiß.
Die Beziehung zwischen Tyler und Ally wird auf die Probe gestellt, als Tyler ihr beichtet, dass und woher er ihren Vater kennt und was der ursprüngliche Plan war. Zutiefst verletzt packt sie ihre Sachen und zieht wieder bei ihrem Vater ein.
Später kann Aidan sie überreden, Tyler eine zweite Chance zu geben. In der Zwischenzeit legt sich Tyler immer offener mit seinem Vater an, beschuldigt ihn vor dessen Geschäftspartnern, sich nicht um seine Familie zu kümmern. Nachdem bei einer Geburtstagsfeier gehässige Schulkameradinnen Caroline, der hochsensiblen kleinen Schwester Tylers, die Haare abgeschnitten haben, kümmert sich Tyler liebevoll um das weinende Mädchen. Als er sie am nächsten Schultag in ihre Klasse bringt und Caroline wegen ihrer neuen Frisur gepiesackt wird, zerschlägt Tyler aus Wut die Glasscheibe einer Tür, wird erneut verhaftet und kurz darauf von seinem Vater wieder aus dem Gefängnis geholt. Am nächsten Tag soll Tyler zu seinem Vater in die Kanzlei kommen.
Während Tyler in dessen Büro wartet, bringt sein Vater gerade Caroline zur Schule. Die Lehrerin schreibt das Datum, Dienstag, der 11. September 2001 an die Tafel. Zeitgleich sieht man Tyler aus dem Büro seines Vaters schauen, das sich im Nordturm des World Trade Center befindet.
Kurz darauf
sieht man in verschiedenen Szenen alle wichtigen Personen in Tylers Leben starr vor Schreck
im Ascheregen zu den Zwillingstürmen schauen. Während sein Vater gezeigt wird, zitiert Tyler zum zweiten Mal in diesem Film einen Satz, der angeblich von Gandhi stammt: „Was auch immer du im Leben tust, wird unbedeutend bleiben, aber es ist wichtig, dass du es tust, da es niemand sonst tun wird.“
In der nächsten Szene steht die Familie an Tylers Grab. Als Lehre aus dem, was geschehen ist, scheint Charles sich nun mehr um seine Tochter Caroline zu kümmern. Zum Schluss sieht man Ally an der Station, an der ihre Mutter getötet wurde, nachdenklich in eine U-Bahn einsteigen: das erste Mal, dass sie nach dem Tod der Mutter wieder die U-Bahn nimmt, anstatt mit dem Taxi zu fahren.

## Hintergrund
Remember Me wurde von Summit Entertainment und Underground Films produziert, der US-amerikanische Filmverleih ist ebenfalls „Summit Entertainment“. Hauptdarsteller Robert Pattinson war als ausführender Produzent tätig.
Der Film wurde im Juni 2009 in New York City gedreht. Das Budget des Films wird auf 16 Millionen US-Dollar geschätzt. Der Film feierte seine Weltpremiere am 1. März 2010 in New York City. Ab dem 12. März 2010 war er in den US-amerikanischen Kinos zu sehen. In Deutschland und der Schweiz lief der Film am 25. März 2010 an, in Österreich einen Tag später. Am Eröffnungswochenende spielte er in den USA fast 8,1 Millionen US-Dollar ein. Insgesamt konnten in den USA nahezu 19,1 Millionen US-Dollar eingenommen werden.
Fran Kranz sprach für die Rolle des Aidan Hall vor, die schließlich an Tate Ellington vergeben wurde. Die Besetzung der Rolle Ally Craig gestaltete sich schwierig. Letztlich wurde diese Rolle an Emilie de Ravin vergeben, obwohl sie fast 30 Zentimeter kleiner ist als Robert Pattinson.

## Soundtrack
Am 9. März 2010 veröffentlichte E1 Music einen Soundtrack, der 14 Musiktitel mit einer Gesamtspieldauer von 64:11 Minuten umfasst.
| Nr. | Titel                        | Interpret         | Dauer |
| --- | ---------------------------- | ----------------- | ----- |
| 1.  | Alien Lover                  | Luscious Jackson  | 3:52  |
| 2.  | Play On                      | Kottonmouth Kings | 4:53  |
| 3.  | Kandles                      | National Skyline  | 4:59  |
| 4.  | Soft Shoulder                | Ani Difranco      | 6:06  |
| 5.  | Have Mercy                   | Two Ton Boa       | 5:10  |
| 6.  | Hanging With The Wrong Crowd | Ed Harcourt       | 3:42  |
| 7.  | Why Did We Ever Meet         | The Promise Ring  | 4:05  |
| 8.  | You Can See Me               | Supergrass        | 3:38  |
| 9.  | Sea Of Teeth                 | Sparklehorse      | 4:29  |
| 10. | Andvari                      | Sigur Rós         | 6:36  |
| 11. | Parasol                      | The Sea and Cake  | 5:25  |
| 12. | Soul Brother                 | Us3               | 4:00  |
| 13. | Open Wide                    | Long Hind Legs    | 3:10  |
| 14. | The Sun Keeps Shining On Me  | Fonda             | 4:06  |

## Besetzung und Synchronisation
Die deutsche Synchronbearbeitung entstand bei Berliner Synchron. Verfasser des Dialogbuchs war Christian Schneider, der auch als Dialogregisseur tätig war.
| Darsteller       | Synchronsprecher   | Rolle                                             |
| ---------------- | ------------------ | ------------------------------------------------- |
| Robert Pattinson | Johannes Raspe     | Tyler Hawkins                                     |
| Emilie de Ravin  | Anna Grisebach     | Ally Craig                                        |
| Chris Cooper     | Jan Spitzer        | Sgt. Neil Craig, Vater von Ally                   |
| Lena Olin        | Traudel Haas       | Diane Hirsch, Mutter von Tyler und Caroline       |
| Pierce Brosnan   | Frank Glaubrecht   | Charles Hawkins, Vater von Tyler und Caroline     |
| Ruby Jerins      | Mathilda von Benda | Caroline Hawkins, Schwester von Tyler             |
| Tate Ellington   | Tobias Nath        | Aidan Hall, WG-Kumpel und bester Freund von Tyler |
| Kate Burton      | Liane Rudolph      | Janine, Assistentin von Charles Hawkins           |
| Chris McKinney   | Oliver Siebeck     | Leo, Kollege von Neil Craig                       |
| Gregory Jbara    | Bodo Wolf          | Les Hirsch, neuer Ehemann von Diane Hirsch        |
| Martha Plimpton  | Maud Ackermann     | Helen Craig, Mutter von Ally                      |
| Emily Wickersham | Nicole Hannak      | Blondine aus Miami                                |
| Kelli Barrett    | Emily Behr         | Brünette aus Miami                                |
| David Deblinger  | Michael Iwannek    | Universitätsprofessor                             |
| Meghan Markle    | N. N.              | Megan, Barkeeperin                                |

## Kritik
„Twilight-Star Robert Pattinson beweist in dieser einfühlsamen Liebesgeschichte über Verlust und Neuanfang, dass er mehr als nur die Rolle des Vampirs Edward auf dem Kasten hat. Mit einer ausgewogenen Mischung aus Humor und Romantik zeigt Regisseur Allen Coulter (Die Hollywood-Verschwörung), was wichtig ist im Leben, vor allem aber, wie zerbrechlich das gegenseitige Vertrauen doch sein kann. Schließlich geht es auch darum, den Moment intensiv und leidenschaftlich zu leben.“

„Ein überflüssiger Film mit einem den Zuschauer verärgernden Twist am Ende. Aber Robert Pattinson ist auf dem richtigen Weg. Hoffentlich mit besseren Drehbüchern.“

## Auszeichnungen
Bei den Kids’ Choice Awards wurde Robert Pattinson 2010 in der Kategorie Favorite Movie Star nominiert. Im selben Jahr wurde der Film bei den Teen Choice Awards in der Kategorie Choice Movie: Drama nominiert, während Pattinson eine Auszeichnung in der Kategorie Choice Movie Actor: Drama erhielt. Pattinson wurde darüber hinaus 2011 für eine Goldene Himbeere als schlechtester Darsteller nominiert.